# Червона Нива (Брагінський район)
Червона Нива — (біл. пасёлак Чырвоная Ніва), село (поселення) в складі Брагінського району розташоване в Гомельській області Білорусі. Село підпорядковане Маложинській сільській раді і в ньому мешкає 63 осіб (станом на 2004 рік).
Поселення Червона Нива розташоване на південному сході Білорусі, в південній частині Гомельської області, за 12 кілометрів східніше від районного центру Брагіна.